# 815 Coppelia
815 Coppelia
815 Coppelia là một tiểu hành tinh ở vành đai chính. Nó được Max Wolf phát hiện ngày 2.2.1916 ở Heidelberg, và được đặt theo tên Coppélia, vở ba lê của Léo Delibes.